# 人間将棋
人間将棋（）は、人間を将棋の駒に見立てて行われる将棋の催しである。山形県天童市の「天童桜まつり」で毎年4月に催される人間将棋が嚆矢であり最も有名だが、近年では他の地域でも開催されている。

## 概要
人間を駒に見立てて将棋を指すという発想は、豊臣秀吉が伏見城で小姓や腰元を将棋の駒に見立て、「将棋野試合」を行ったという故事がきっかけとなっている。
現代では将棋を戦国時代の戦に見立て、戦国時代の兵士や腰元に扮した人間が巨大な将棋の駒となり、将棋盤を模した「戦場」で将棋を指すという舞台設定が多く、指揮者（将棋の指し手）は主に招待されたプロ棋士・女流棋士が務める事が多い。ルールは通常の将棋と違いはないが、人間将棋では全ての駒を一度は動かす事が暗黙の了解となっている。

## 山形県天童市
山形県天童市で行われる天童桜まつり内で開催。「人間将棋」の嚆矢である。
天童は江戸時代（天童藩織田家2万石）から将棋駒の生産で知られ、織田信美が文政年間に財政再建に成功した米沢藩上杉家から駒師を招き、家老である吉田大八の指揮のもと藩士に学ばせた。近年でも将棋駒の約95%がこの地域で生産されている。
1956年から天童市で桜まつりが開催されるようになり、その目玉イベントとして人間将棋（「将棋野試合」）が行われるようになった。
1971年までは舞鶴山の西側にある公園で、1972年以降は舞鶴山山頂に整備された会場で対局が行われている。天候不良の場合は会場を天童市市民文化会館に代替して開催される。
開催当初は地元の名士や市長などが指揮をとって対局していたが、イベントが有名になるにつれて1972年からはプロ棋士をゲストとして招待するようになり、1992年からは実際にプロ棋士が対局者として指揮をとるようになった。
駒となる人間は一般から公募されている。先手・後手で衣装が色分けされており、歩兵は女性しかつとめることが出来ない。
2018年4月22日の第63回天童人間将棋では山崎隆之と屋敷伸之が戦い、山崎の勝利。ゲストは加藤一二三。
イタリアのマロースティカ市では人間チェスのイベントが1923年より行われており、この縁で1989年に天童市とマロースティカは姉妹都市の提携を結んだ。
2011年は東日本大震災、2020年及び2021年は新型コロナウイルスの感染拡大を受け中止。
藤井聡太五冠（竜王・王位・叡王・王将・棋聖）が対局者として出演した2022年の第67回天童人間将棋は、観覧者600人の応募枠に1万人超の応募が殺到した。

### 対戦結果
表凡例：下線付きが先手（○＝先手勝ち・○＝後手勝ち・●＝先手負け・●＝後手負け）
| 開催年   | 開催月日 | 対局者（段位は当時のもの） | 対局者（段位は当時のもの）     | 備考                           |
| -------- | -------- | -------------------------- | ------------------------------ | ------------------------------ |
| 平成10年 | 4月25日  | 斎田晴子（女流王将）       | 林まゆみ（女流二段）           | [ 20 ]                         |
| 平成10年 | 4月26日  | 杉本昌隆（五段）           | 飯塚祐紀（五段）               | [ 20 ]                         |
| 平成11年 | 4月24日  | 矢内理絵子（女流三段）     | 木村さゆり（女流二段）         | [ 21 ]                         |
| 平成11年 | 4月25日  | 三浦弘行（六段）           | 豊川孝弘（五段）               | [ 21 ]                         |
| 平成12年 | 4月22日  | 清水市代（女流二冠）       | 船戸陽子（女流初段）           | [ 22 ]                         |
| 平成12年 | 4月23日  | 木村一基（五段）           | 近藤正和（四段）               | [ 22 ]                         |
| 平成13年 | 4月21日  | 高橋和（女流二段）         | 本田小百合（女流初段）         | [ 23 ]                         |
| 平成13年 | 4月22日  | 阿部隆（七段）             | 勝又清和（五段）               | [ 23 ]                         |
| 平成14年 | 4月20日  | 碓井涼子（女流二段）       | 中倉彰子（女流初段）           | [ 24 ]                         |
| 平成14年 | 4月21日  | 屋敷伸之（七段）           | 中座真（五段）                 | [ 24 ]                         |
| 平成15年 | 4月19日  | 山田久美（女流三段）       | 中倉宏美（女流初段）           | [ 25 ]                         |
| 平成15年 | 4月20日  | 先崎学（八段）             | 神吉宏充（六段）               | [ 25 ]                         |
| 平成16年 | 4月24日  | 古河彩子（女流二段）       | 安食総子（女流初段）           | [ 26 ]                         |
| 平成16年 | 4月25日  | 木村一基（七段）           | 川上猛（五段）                 | [ 26 ]                         |
| 平成17年 | 4月23日  | 中井広恵（女流王将）       | 岩根忍（女流初段）             | [ 27 ]                         |
| 平成17年 | 4月24日  | 渡辺明（竜王）             | 山崎隆之（六段）               | [ 27 ]                         |
| 平成18年 | 4月22日  | 千葉涼子（女流王将）       | 甲斐智美（女流初段）           | [ 28 ]                         |
| 平成18年 | 4月23日  | 野月浩貴（七段）           | 村山慈明（四段）               | [ 28 ]                         |
| 平成19年 | 4月21日  | 矢内理絵子（女流名人）     | 北尾まどか（女流初段）         | [ 29 ]                         |
| 平成19年 | 4月22日  | 鈴木大介（八段）           | 松尾歩（六段）                 | [ 29 ]                         |
| 平成20年 | 4月19日  | 船戸陽子（女流二段）       | 島井咲緒里（女流初段）         | [ 30 ]                         |
| 平成20年 | 4月20日  | 橋本崇載（七段）           | 片上大輔（五段）               | [ 30 ]                         |
| 平成21年 | 4月18日  | 里見香奈（倉敷藤花）       | 上田初美（女流二段）           | [ 31 ]                         |
| 平成21年 | 4月19日  | 井上慶太（八段）           | 村山慈明（五段）               | [ 31 ]                         |
| 平成22年 | 4月17日  | 本田小百合（女流二段）     | 中村桃子（女流一級）           | [ 32 ]                         |
| 平成22年 | 4月18日  | 戸辺誠（六段）             | 阿部健治郎（四段）             | [ 32 ]                         |
| 平成23年 | 4月23日  | 甲斐智美（女流二冠）       | 鈴木環那（女流初段）           | 東日本大震災のため中止         |
| 平成23年 | 4月24日  | 広瀬章人（王位）           | 佐藤天彦（五段）               | 東日本大震災のため中止         |
| 平成24年 | 4月21日  | 上田初美（女王）           | 鈴木環那（女流初段）           | [ 34 ]                         |
| 平成24年 | 4月22日  | 広瀬章人（七段）           | 佐藤天彦（六段）               | [ 34 ]                         |
| 平成25年 | 4月20日  | 早水千紗（女流三段）       | 山口恵梨子（女流初段）         | [ 35 ]                         |
| 平成25年 | 4月21日  | 行方尚史（八段）           | 中村太地（六段）               | [ 35 ]                         |
| 平成26年 | 4月26日  | 甲斐智美（女流二冠）       | 鈴木環那（女流二段）           | [ 36 ] [ 37 ]                  |
| 平成26年 | 4月27日  | ○深浦康市（九段）          | ●金井恒太（五段）              | [ 36 ] [ 37 ]                  |
| 平成27年 | 4月25日  | 上田初美（女流三段）       | 藤田綾（女流初段）             | [ 38 ]                         |
| 平成27年 | 4月26日  | 糸谷哲郎（竜王）           | 戸辺誠（六段）                 | [ 38 ]                         |
| 平成28年 | 4月23日  | 竹部さゆり（女流三段）     | 飯野愛（女流一級）             | [ 39 ]                         |
| 平成28年 | 4月24日  | ●郷田真隆（王将）          | ○阿久津主税（八段）            | [ 39 ]                         |
| 平成29年 | 4月22日  | 室谷由紀（女流二段）       | 中村桃子（女流初段）           | [ 40 ]                         |
| 平成29年 | 4月23日  | ○三浦弘行（九段）          | ●阿部健治郎（七段）            | [ 40 ]                         |
| 平成30年 | 4月21日  | 香川愛生（女流三段）       | Ｋ・ステチェンスカ（女流一級） | [ 41 ]                         |
| 平成30年 | 4月22日  | 屋敷伸之（九段）           | 山崎隆之（八段）               | [ 41 ]                         |
| 平成31年 | 4月20日  | 宮宗紫野（女流二段）       | 加藤結李愛（女流二級）         | ※開催日には 改元されていない。 |
| 平成31年 | 4月21日  | 斎藤慎太郎（王座）         | 三枚堂達也（六段）             | ※開催日には 改元されていない。 |
| 令和2年  | 4月18日  | 鈴木環那（女流二段）       | 里見咲紀（女流初段）           | 感染症対策で中止               |
| 令和2年  | 4月19日  | 松尾歩（八段）             | 戸辺誠（七段）                 | 感染症対策で中止               |
| 令和3年  | 4月17日  | ―                          | ―                              | 感染症対策で中止               |
| 令和3年  | 4月18日  | ―                          | ―                              | 感染症対策で中止               |
| 令和4年  | 4月16日  | ○上田初美（女流四段）      | ●竹部さゆり（女流四段）        | ※3年ぶりの開催                 |
| 令和4年  | 4月17日  | ○藤井聡太（竜王）          | ●佐々木大地（六段）            | ※3年ぶりの開催                 |
| 令和5年  | 4月15日  | ●加藤桃子（女流三段）      | ○野原未蘭（女流初段）          | [ 46 ]                         |
| 令和5年  | 4月16日  | 稲葉陽（八段）             | 中村太地（八段）               | [ 46 ]                         |
| 令和6年  | 4月13日  | ○貞升南（女流二段）        | ●武富礼衣（女流初段）          | [ 47 ]                         |
| 令和6年  | 4月14日  | ○広瀬章人（九段）          | ●戸辺誠（七段）                | [ 47 ]                         |
| 令和7年  | 4月12日  | ●山口恵梨子（女流三段）    | ○小高佐季子（女流初段）        | [ 48 ]                         |
| 令和7年  | 4月13日  | ●森内俊之（九段）          | ○木村一基（九段）              | [ 48 ]                         |

## 青森県おいらせ町
青森県おいらせ町で行われる全国将棋まつり内で開催される「子ども人間将棋」。
大山康晴と親交のあった中戸俊洋・（合併前の旧百石町町民）が大山の協力を得て昭和50年代に「将棋の町」として将棋の普及・地域振興を目指した活動にがきっかけ。。昭和61年7月に第1回全国将棋まつりを開催する。その後、平成19年から「子ども人間将棋」が併催され以後、継続開催している。毎年8月下旬開催、駒役は小学生から公募。

## 兵庫県姫路市
兵庫県姫路市で行われる「人間将棋　姫路の陣」。
姫路城の平成の修理を記念して、2015年11月28日・29日に姫路城の大手前公園で、西日本では初めての人間将棋が開催された。28日は村田智穂対長谷川優貴で村田の勝利、29日は久保利明対山崎隆之で山崎の勝利となった。また、翌年以降も毎年11月に開催されている。第2回以降は姫路城三の丸広場で開催されている。駒役は市内外問わず中学生から公募。
表凡例：下線付きが先手（○＝先手勝ち・○＝後手勝ち・●＝先手負け・●＝後手負け）

## 岐阜県関ケ原町
岐阜県関ケ原町で行われる「天下分け目の関ケ原　東西人間将棋」。
2017年10月15日に第1回が佐藤天彦と山崎隆之を招いて開催された。
なお、駒武者の参加者には、自軍の総大将に当たる棋士の直筆サインが入った「参加証明書」が授与される。
表凡例：下線付きが先手（○＝先手勝ち・○＝後手勝ち・●＝先手負け・●＝後手負け）
| 開催年月日     | 対局者（段位は当時のもの） 西軍｜東軍 | 対局者（段位は当時のもの） 西軍｜東軍 | 会場           | 備考          |
| -------------- | ------------------------------------- | ------------------------------------- | -------------- | ------------- |
| 2017年10月15日 | ●山崎隆之（八段）                     | ○佐藤天彦（名人）                     | 笹尾山特設会場 |               |
| 2018年5月27日  | ●里見咲紀（女流初段）                 | ○山口恵梨子（女流二段）               | 陣場野公園     |               |
| 2018年5月27日  | ○都成竜馬（五段）                     | ●渡辺明（棋王）                       | 陣場野公園     |               |
| 2019年5月25日  | ○石本さくら（女流初段）               | ●和田あき（女流初段）                 | 笹尾山特設会場 |               |
| 2019年5月25日  | ○久保利明（九段）                     | ●広瀬章人（竜王）                     | 笹尾山特設会場 |               |
| 2022年10月9日? | ●室田伊緒（女流二段）                 | ○伊藤沙恵（女流名人）                 | 陣場野公園     | 3年ぶりの開催 |
|                |                                       |                                       |                |               |
| 2024年10月20日 | ●徳田拳士（四段）                     | ○高見泰地（七段）                     | 陣場野公園     |               |
|                |                                       |                                       |                |               |

## 単発開催
- 明治末期または大正期に、骨董商どうしが商品の落札を巡って、当時の歌舞伎座を利用して芸者を駒にしたてて「人間将棋」の勝負を行ったという記述が、平山蘆江の著書『東京おぼえ帳』にある。
- 1948年10月には甲子園球場で松田辰雄八段 - 大山康晴八段の公開対局が行われ、3万5千人の観客が詰めかけた。グラウンドに白線を引いて作った大将棋盤を使用し、人を駒の代わりに移動させることで、対局の様子を観客に伝えたという[59]。

## 人間将棋を扱った作品
- テレビアニメ『ルパン三世 (TV第2シリーズ)』 第67回「ルパンの大西遊記」駒が重なった場合、実際に人間が戦って勝敗を決めるという軍人将棋に近いルール。(日本テレビ、1979年1月22日初回放映)
- 漫画『3月のライオン』第5巻Chapter.43「桜の花の咲く頃」（羽海野チカ著、白泉社、2010年、ISBN 978-4-592-14515-8。初出はヤングアニマル、白泉社、2010年8号。テレビアニメ版はNHK総合、2017年3月11日初回放映)